# Stefan Zdravković
Stefan Zdravković  (Servisch: Стефан Здравковић) (Vranje, 29 september 1993), beter bekend onder de artiestennaam Princ od Vranje (Servisch: Принц од Врање), of simpelweg Princ, is een Servisch zanger.

## Biografie
Zdravković nam in 2023 deel aan de Servische preselectie voor het Eurovisiesongfestival. Met het nummer Cvet sa istoka eindigde hij als tweede. Twee jaar later waagde hij opnieuw zijn kans. Met Mila won hij ditmaal, waardoor hij Servië mag vertegenwoordigen op het Eurovisiesongfestival 2025 in Bazel, Zwitserland.
2007: Marija Šerifović · 
2008: Jelena Tomašević feat. Bora Dugić · 
2009: Marko Kon & Milaan · 
2010: Milan Stanković · 
2011: Nina Radojčić · 
2012: Željko Joksimović · 
2013: Moje 3 · 
2015: Bojana Stamenov · 
2016: Sanja Vučić · 
2017: Tijana Bogićević · 
2018: Sanja Ilić & Balkanika · 
2019: Nevena Božović · 
2021: Hurricane · 
2022: Konstrakta · 
2023: Luke Black · 
2024: Teya Dora · 
2025: Princ